# 月球8号
月球8号（俄语：Луна-8）是苏联于1965年12月3日（UTC时间10:48:00）发射的无人月球探测器。苏联航天部门计划让它在月球上实现软着陆，但由于制动火箭没能及时点火而于1965年12月6日（UTC时间21:51:30）撞毁于月面风暴洋。